# Patrik Jacobsson
Patrik Jacobsson, född 22 november 1977, är en svensk före detta fotbollsspelare (mittfältare). 
Jacobsson spelade i Donsö IS, varifrån han värvades till Gais inför säsongen 2001. Han spelade sju matcher i Superettan 2001 med Gais, och gjorde ett inhopp i semifinalen i Svenska cupen 2001 mot IF Elfsborg.

## Klubbar som spelare
- Donsö IS
- Gais 2001
- SG-97
- BK Skottfint

## Klubbar som tränare
- Donsö IS